# John Collins Cunningham
John Collins Cunningham (Brownsville (Texas), 13 november 1950) is een Amerikaanse countryzanger en songwriter, die optrad onder de artiestennamen Cunningham en J.C. Cunningham. Hij is eigenlijk alleen bekend van de single Norma Jean Wants to Be a Movie Star uit 1974.
Cunningham kwam uit de stal van de muziekproducenten Dennis Lambert en Brian Potter. Die namen met hem een beperkt aantal singles op, die nauwelijks verkochten. Verdere inkomsten kreeg Cunningham uit het schrijven voor anderen, waaronder countryzanger Glen Campbell en zijn comebackplaat Rhinestone Cowboy. Die plaat werd ook door Lambert en Potter geproduceerd. In 1984 bracht hij zijn eerste (en enige) album, J.C. Cunningham, uit.

## NPO Radio 2 Top 2000
| Nummer met noteringen in de NPO Radio 2 Top 2000 | '99  | '00  | '01  |
| ------------------------------------------------ | ---- | ---- | ---- |
| Norma Jean Wants to Be a Movie Star              | 1996 | 1974 | 1887 |

1. ↑  Een vetgedrukt getal geeft de hoogste notering aan.
2. ↑  Deze tabel is bijgewerkt tot en met de meest recente editie (2024).

- MusicBrainz: 5e18c23d-804d-4ae1-bf18-eef18f4e43b7